# Michael Steele
Michael Stephen Steele (Andrews Air Force Base, 19 ottobre 1958) è un politico e avvocato statunitense.
Il 30 gennaio 2009 è stato eletto Presidente del Partito Repubblicano, diventando il primo afroamericano ad assumere tale ruolo. Rimase in carica fino al 2011.

## Biografia
È figlio adottivo di William e Maebell Steele, la quale dopo la morte per alcolismo del marito si risposò con John Turner e andò a vivere assieme al figlio in un quartiere a nordovest di Washington in una zona, così descritta dallo stesso Steele, con una comunità razzialmente integrata dove il giovane Steele crebbe assieme alla sorella Monica Turner.
Frequentò la Archbishop Carroll High School una scuola superiore privata cattolica a Washington. Dopo aver vinto una borsa di studio frequentò l'Università Johns Hopkins a Baltimora, dove nel 1981 prese un bachelor in relazioni internazionali. Dopo tale riconoscimento frequentò per tre anni il seminario condotto dall'ordine degli agostiniani, l'Università di Villanova in Pennsylvania, per diventare prete. Lasciò il seminario prima di prendere i voti ed entrò alla Georgetown University Law Center dove nel 1991 divenne Juris Doctor.
È sposato e ha due figli.

## Carriera politica
Dal 2003 al 2007 è stato Vicegovernatore del Maryland, sotto il governatorato di Robert Ehrlich.
Nominato presidente del comitato nazionale repubblicano dopo sei turni di elezione del partito. La sua figura di afroamericano è stata molto criticata da una parte dei repubblicani, che tacciano la sua vittoria come semplice risposta alla figura di Barack Obama.
| Candidato      | Round 1 | Round 2 | Round 3 | Round 4  | Round 5  | Round 6  |
| -------------- | ------- | ------- | ------- | -------- | -------- | -------- |
| Michael Steele | 46      | 48      | 51      | 60       | 79       | 91       |
| Katon Dawson   | 28      | 29      | 34      | 62       | 69       | 77       |
| Saul Anuzis    | 22      | 24      | 24      | 31       | 20       | Ritirato |
| Ken Blackwell  | 20      | 19      | 15      | 15       | Ritirato |          |
| Mike Duncan    | 52      | 48      | 44      | Ritirato |          |          |

Diversamente dalla sua formazione scolastica, come figura guida del partito, si pone in contrasto ad alcuni grandi temi civili che i repubblicani hanno in genere preso proponendo maggiormente la scelta degli individui di fronte a questi e pertanto più che prendere decisioni che vadano ad incidere sulla Costituzione su questi temi propone la differenziazione federalista degli Stati dove ognuno è in grado di creare una propria legislazione che fa da concorrenza fra a quelle differenti sviluppando così una dialettica all'interno della nazione che così via, via proporrà il miglior sistema.
Il suo compito nel partito è riconosciuto comunque essere quello di accompagnarlo verso una nuova fase, ad un cambiamento dei temi della sua piattaforma, e nel tentativo di avvicinarlo il più possibile all'elettorato del Sud e delle minoranze etniche che in questi anni negli U.S.A. hanno sempre più abbandonato i repubblicani a favore dei democratici.